# Sebastian Lang

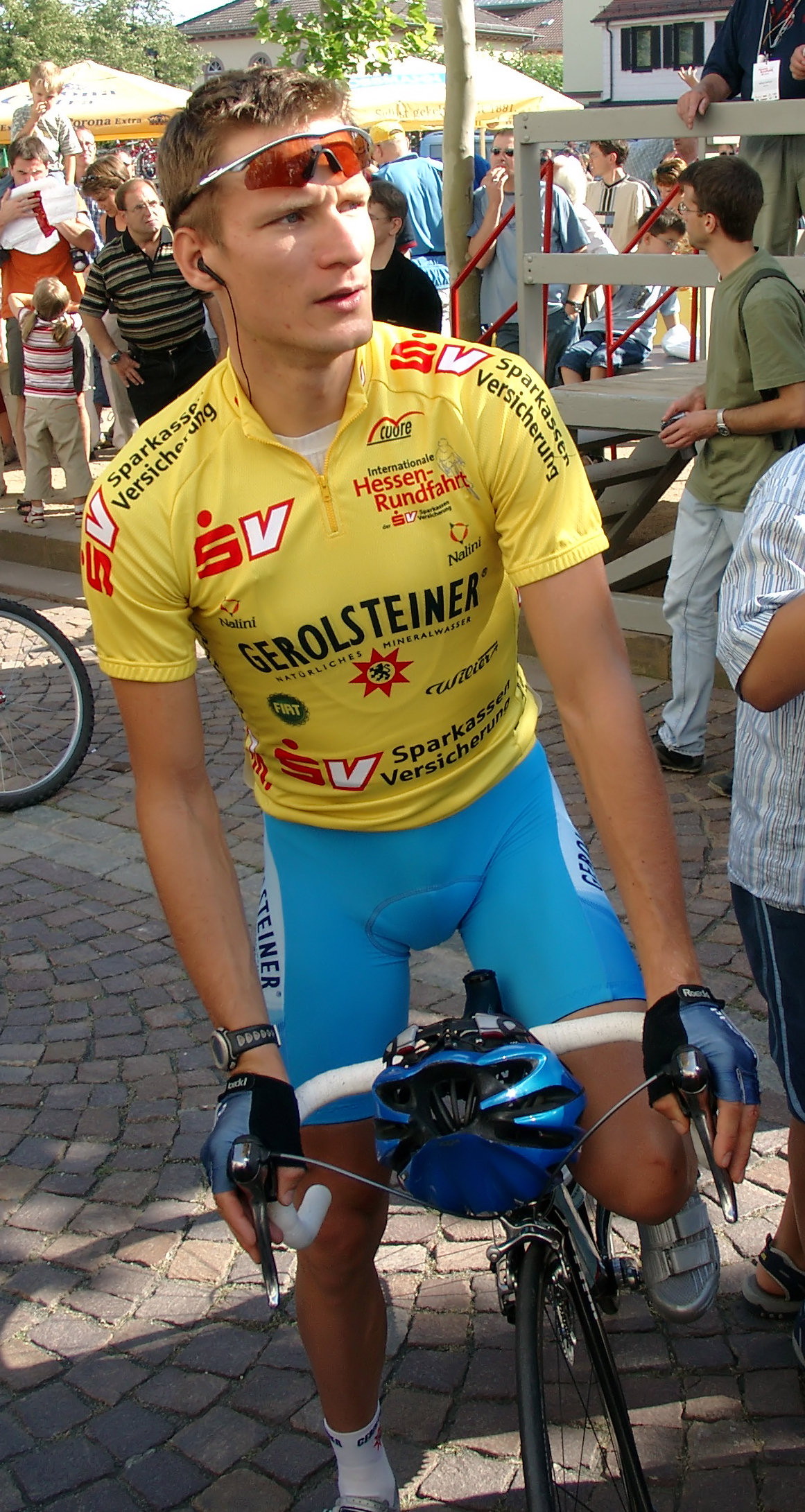
Sebastian Lang

Sebastian Lang (n. 15 de setembro, 1979 em Erfurt) é um ciclista profissional alemão que participa de competições de ciclismo de estrada. Especialista em provas contra-relógio, foi campeão alemão nessa modalidade em 2006.